# Reinhard Haseldiek
Reinhard Haseldiek (* 26. April 1933 in Bielefeld; † 12. November 2019) war ein deutscher Fußballspieler.

## Sportliche Laufbahn

### Vereinskarriere
Haseldiek begann seine Karriere beim VfB 03 Bielefeld, wo er schon als A-Jugendlicher in der ersten Mannschaft debütierte. In der Saison 1951/52 stieg er mit dem VfB aus der II. Division West ab. Ein Jahr später wurde der als Läufer spielende Haseldiek mit den „Hüpkern“ Westfalenmeister und qualifizierte sich für die Deutsche Amateurmeisterschaft. Dort scheiterte der VfB 03 im Halbfinale mit 2:4 am Homberger SV. Zur Runde 1953/54 wechselte der gelernte Buchbinder gemeinsam mit Torhüter Herbert Konieczny zum VfL Osnabrück in die Oberliga Nord.
Zwei Jahre zuvor hatte er bereits ein Vertragsangebot vom Hamburger SV erhalten, doch Haseldieks Eltern wollten ihren Sohn mit 18 Jahren noch nicht alleine nach Hamburg ziehen lassen.
Bei den Osnabrückern übernahm er ab ca. 1957 das Amt des Mannschaftskapitäns und erreichte mit dem VfL in den Jahren 1959/60 und 1960/61 jeweils den dritten Platz. Als im Jahr 1963 die Bundesliga eingeführt wurde, beendete Haseldiek seine Karriere im Leistungsfußball. Für den VfL absolvierte er 252 Oberligaspiele und erzielte dabei 43 Tore. Von Jürgen Bitter wird er als „kopfballstark und technisch hochveranlagter Mittelfeldspieler“ beschrieben. Am 13. Juni 1956 gehörte er der NFV-Auswahl an, die in Groningen mit 2:4 Toren ein Freundschaftsspiel gegen Nordholland verlor. Mitspieler waren dabei unter anderem Horst Dehn, Werner Lang und Erich Haase. Insgesamt spielt Haseldiek ungefähr 500-mal für den VfL Osnabrück.

### Trainerlaufbahn
Ab 1963 wurde Haseldiek Spielertrainer beim BV Quakenbrück, mit dem er 1966 in die Verbandsliga Niedersachsen-West aufstieg, bevor er seine Karriere endgültig beendete. Anschließend war er als Trainer für die Vereine TuS Engter, Raspo Osnabrück und Schinkel 04 tätig.